# Cristina Cabaña
Cristina Cabaña Pérez (ur. 6 maja 1993) – hiszpańska judoczka. Dwukrotna olimpijka. Zajęła dziewiąte miejsce w Tokio 2020 i siedemnaste w Paryżu 2024. Walczyła w wadze półśredniej.
Uczestniczka mistrzostw świata w 2017, 2019, 2021, 2022, 2023 i 2024. Startowała w Pucharze Świata w latach 2014-2020, 2022 i 2023. Piąta na mistrzostwach Europy w 2022. Srebrna medalistka igrzysk śródziemnomorskich w 2022 roku.

## Letnie Igrzyska Olimpijskie 2020
| Konkurencja | Eliminacje              | Eliminacje             | Klas. końcowa |
| Konkurencja | Przeciwnik I            | Przeciwnik II          | Miejsce       |
| ----------- | ----------------------- | ---------------------- | ------------- |
| 63 kg       | Kiyomi Watanabe (PHI) Z | Tina Trstenjak (SLO) P | 9.            |